# Quincié-en-Beaujolais
Quincié-en-Beaujolais är en kommun i departementet Rhône i regionen Auvergne-Rhône-Alpes i östra Frankrike. Kommunen ligger i kantonen Beaujeu som tillhör arrondissementet Villefranche-sur-Saône. År 2022 hade Quincié-en-Beaujolais 1 382 invånare.

## Befolkningsutveckling
Antalet invånare i kommunen Quincié-en-Beaujolais
| Referens: INSEE |